# Thundering Fleas
Thundering Fleas é um filme mudo do gênero comédia produzido nos Estados Unidos, dirigido por Robert F. McGowan e lançado em 1926.